# Джаррад Брентвейт
Джаррад Пол Брентвейт (англ. Jarrad Paul Branthwaite, нар. 27 червня 2002, Карлайл, Англія) — англійський футболіст, захисник клубу «Евертон».

## Ігрова кар'єра

### Клубна
Джаррад Брентвейт є вихованцем клубу Карлайл Юнайтед зі свого рідного міста Карлайл. У березні 2019 року захисник вперше потрапив до заявки своєї команди на матч Другої ліги чемпіонату Англії. Першу гру в основі Брентвейт провів у жовтні 2019 року проти «Плімут Аргайл».
У січні 2020 року футболіст підписав контракт на три з половиною роки з клубом Прем'єр-ліги «Евертоном». Дебютну гру на вищому рівні Брентвейт зіграв у липні 2020 року, коли вийшов на заміну у другому таймі матчу проти «Вулвергемптон Вондерерз». Другу половину сезону 2020/21 захисник провів в оренді у «Блекберн Роверс», граючи у Чемпіоншип.
В наступному сезоні Брентвейт повернувся до «Евертона» але провів лище шість поєдинків у складі «ірисок». А влітку 2020 року знову відправився в оренду. Цього разу захисник перейшов до нідерландського ПСВ. З яким у 2023 році став переможцем Кубка Нідерландів. Хоча й відзначився у голом у власні ворота у фінальному матчі проти «Аякса».

### Збірна
З 2021 року Джаррад Брентвейт є гравцем юнацької збірної Англії (U-20).

## Титули
ПСВ
 Переможець Кубка Нідерландів: 2022/23